# Gwanaksan
Gwanaksan (koreanska: 관악산, engelska: Gwanak-san) är ett berg i Sydkorea.   Det ligger i provinsen Gyeonggi, i den nordvästra delen av landet, i huvudstaden Seoul. Toppen på Gwanaksan är 629 meter över havet.
Terrängen runt Gwanaksan är kuperad söderut, men norrut är den platt. Gwanaksan är den högsta punkten i trakten. Runt Gwanaksan är det mycket tätbefolkat, med 6 241 invånare per kvadratkilometer. Närmaste större samhälle är Seoul, 13,5 km norr om Gwanaksan. I omgivningarna runt Gwanaksan växer i huvudsak blandskog.